# Лосятинский, Александр Захарович
Александр Захарович Лосятинский (24.06.1912 — ? (между 1978 и 1985)) — советский инженер, лауреат Сталинской премии (1951).
Родился в г. Радом Подольской губернии. Возможно, сын поручика Захария Никифоровича Лосятинского.
В 1931 году окончил Могилёв-Подольский строительный техникум по специальности техник-электрик.
- 1931—1932 техник Кадиевского управления Донэнерго,
- 1932—1933 старший дежурный подстанции «Фили» Мосэнерго;
- 1933—1941 помощник начальника электроцеха (1933—1934), старший инженер по автоматике канала Москва—Волга.

С октября 1941 по 26 сентября 1945 года — в армии. Участник войны, командир телеграфно-эксплуатационной роты (341 олбс 4 Уд. А 1 ПрибФ), инженер телефонно-телеграфного отделения отдела связи 4-й Ударной армии (ЛенФ), капитан. Награждён орденами Отечественной войны II степени (18.08.1944), Красной Звезды (23.05.1945), медалью «За боевые заслуги» (29.12.1942).
В 1945—1953 гг. начальник сектора автоматики в институте «ГИДЭП» («Гидроэнергопроект») (с 1952 по август 1953 г. в командировке в Китае).
С 1953 г. руководитель группы технологической автоматики в тресте «ОРГРЭС» (Государственный трест по организации и рационализации районных электростанций и сетей). По состоянию на 1964 год оставался в этой должности.

Руководил автоматизацией гидроэлектростанций на канале им. Москвы, принимал участие в автоматизации Днепровской, Кайраккумской, Волжских ГЭС им. В. И. Ленина и им. XXII съезда КПСС. Предложил устройство для автоматического управления работой гидроагрегатов гидроэлектростанций.
Лауреат Сталинской премии (1951).